# Értelmi fogyatékosság
Az értelmi fogyatékosság (gyengeelméjűség, mentális retardáció, „szellemi fogyatékosság”, oligofrénia) gyűjtőfogalom, mely olyan állapotokat jelent, melyekben egy ember értelmi képességei jóval az átlagos szint alatt maradnak.
Az értelmi fogyatékosok általában nem pszichiátriai betegek, habár az ellenkezőjéről számos tájékozatlan ember meg van győződve.

## Leírása
Nehéz egyértelmű és általánosan elfogadható definíciót adni. Az orvosi szemlélet szerint intelligenciacsökkenésről van szó. Az intelligenciára nézve ez a tanulási zavarok kiszélesedésének és fokozódásának felel meg. Más definíciók inkább az érintett embernek a 
környezettel való kapcsolatára összpontosítanak. 
A BNO-10 (Betegségek Nemzetközi Osztályozása) három kritériumot fogalmaz meg:
- Jelentősen átlag alatti IQ (70 vagy az alatti)
- Az adaptív működés 2-3%-nál nagyobb deficitje, vagy károsodása az alábbiak közül legalább két területen: kommunikáció, önellátás, családi élet, szociális/kapcsolati készségek, önirányítás, iskolai készségek, munka, szórakozás, egészség, biztonság
- 18 éves kor előtt jelentkezik

Jellemzően a teszteken 70 alatti IQ-t mutatókat tekintik értelmi fogyatékosnak.
- 80 feletti IQ már közel normális, de még sok ilyen esetben is előfordul sérülés, például enyhe retardáltság (a gyógypedagógia sem ezt a fogalmat, sem a debil(is), imbecil(lis), idióta fogalmakat már nem használja, mivel a politikai korrektség kiszorította őket).
- határeset (régen: retardált): 70-84 IQ
- enyhén értelmi fogyatékos (régen: debilis, „debil”): 50-69 IQ
- középsúlyosan értelmi fogyatékos (régen: imbecillis, „imbecil”): 35-49 IQ
- súlyosan értelmi fogyatékos (régen: idióta): 20-34 IQ
- legsúlyosabb értelmi fogyatékos: 19 IQ, illetve az alatt

A súlyosan értelmi fogyatékos kategóriába tartozók gyakran súlyosan-halmozottan értelmi fogyatékos emberek, pl.: értelmi sérülés + mozgássérülés, értelmi sérülés + látássérülés.
A már meglevő képességek elvesztését, például az intelligenciáét demenciának nevezik, amit sokszor betegségek vagy az időskor okoznak.

## Tünetei
A legfeltűnőbbek az iskolai tanulási problémák, a gyermekkori érzelmi, értelmi és szociális fejlődés lelassulása és az elvonatkoztatási képesség korlátozottsága. Az értelmi fogyatékosságot gyerekkorban a rossz motorikus és nyelvi képességek, felnőttként az átlagosnál jelentősen kisebb szellemi kapacitás jellemzi. Gyakran kapcsolódik más zavarokhoz, mint amilyen például az autizmus, agyi születési rendellenességek, tanulási zavarok, a mozgási és a nyelvi problémák. Nincs hatással az érzelmek átélésére, de az azokkal való bánásmódra és kommunikálásukra igen.
Az értelmi fogyatékos emberek várható élettartama nem különbözik a többségétől, kivéve ha egyes szindrómák esetén az értelmi fogyatékosság különböző egészségi problémákkal járhat együtt, amik azt csökkentik.
Hagyományosan három fokozatát különböztetjük meg súlyossági fok szerint:
- enyhe értelmi fogyatékos
- középsúlyos értelmi fogyatékos
- súlyos értelmi fogyatékos

A latin eredetű debilis, imbecillis, idióta elnevezéseket már nem használják, mivel sértővé váltak. A régebbi három helyett is sokszor öt fokozatot különböztetnek meg.
A mentális retardáció az az eset, amikor az alany ép, de külső körülmények, például háború, szeretethiány, elhanyagolás, nem megfelelő iskoláztatás, vagy motivációk miatt „debilnek tűnik”. A német szakirodalomban pseudodebil a nevük.
Az értelmi fogyatékosságot intelligenciateszttel állapítják meg. Ez visszaélésekre is alkalmat ad, hiszen nem készíthetők kultúrától független tesztek. A többségi társadalom számára készített tesztek nagy mértékben alulbecsülhetik a más kultúrából érkező bevándorlók értelmi képességeit vagy a saját kultúrájához, életmódjához ragaszkodó, a többségtől elszigetelődő kisebbségből származók intelligenciáját. A mai Magyarországon az egyszeri intelligenciateszt eredményét hivatalosan egy életre szólóan megváltoztathatatlannak tekintik, még akkor is, ha a teszt kitöltésekor az alany fáradt, éhes, szomjas volt, vagy más olyan állapotban mérték, amikor az intelligencia nem az adott személy szellemi képességeinek megfelelően működött. Akit egyszer értelmi fogyatékosnak nyilvánítottak, annak újratesztelési kérelmét a bírói gyakorlat el szokta utasítani.
Angliában és Walesben 1983-ban a Mental Health Act adta meg a következő definíciót a szellemi visszamaradottságra és a súlyos szellemi visszamaradottságra: „a state of arrested or incomplete development of mind which includes significant/severe impairment of intelligence and social functioning and is associated with abnormally aggressive or seriously irresponsible conduct on the part of the person concerned.” (az elme fejlődésének visszamaradott vagy késleltetett állapota, melybe beletartozik az intelligencia és társadalmi beilleszkedés jelentős/komoly csökkentsége, és az érintett személy részéről abnormálisan agresszív vagy komolyan felelőtlen viselkedés társul hozzá.)

## Beszéd
A legtöbb értelmi fogyatékos beszédhibás is. A beszédhiba és az értelmi fogyatékosság súlyossága egymással összefügg; az enyhe értelmi fogyatékosok beszéde akár tiszta is lehet, míg a legsúlyosabb értelmi fogyatékosok némák, és hangadással, jelbeszéddel és képcserével kommunikálnak. Egyaránt előfordul pöszeség, dadogás vagy hadarás; ezek a beszédhibák nehezen javíthatók. Mindezekért a beszédhibások intelligenciáját gyakran alulbecsülik. Súlyos beszédhibák esetén gyakran még a szakértők is sokat tévedhetnek. A közepesen súlyos értelmi fogyatékosoknál gyakori a megkésett beszédfejlődés. Szókincsük gyakran szegényes, nyelvtanuk korlátozott.

## Okai
Az értelmi fogyatékosság okai közé tartoznak egyes belső tényezők, többségében örökletesek, vagy kromoszómarendellenességek, mint amilyenek például a Down-szindróma, a Sotos-szindróma vagy a Cri du chat szindróma.
A külső tényezők a szerzett agysérülések, ezek például baleset, születéskori oxigénhiány vagy agyhártyagyulladás következtében léphetnek fel.
Az okok egyértelmű megállapítása nehéz, néha lehetetlen. Sok esetben a szülők felelősségre vonása a korai fejlesztés akadálya lehet.

## Következményei
Az értelmi fogyatékosság gyakran társul más fogyatékossággal, például nagyothallással vagy mozgássérüléssel. Sokuk epilepsziában szenved, vagy testileg is eltorzult. Mindezek még nehezebbé teszik az életet.
Az értelmi fogyatékosság következményei egyrészt a fogyatékosság súlyosságától, másrészt attól függnek, hogy a környezet mennyire befogadó. Az enyhe értelmi fogyatékosok képesek szakmát tanulni, dolgozni, önálló életet élni, családot alapítani, míg a súlyosabbak a szülők halála után intézeti ellátásra szorulnak. A mai Magyarországon beilleszkedésüket számos előítélet nehezíti meg; félnek tőlük, mert összetévesztik őket a pszichiátriai betegekkel, és azt hiszik, közveszélyesek.
Az értelmi fogyatékos felnőttek sokszor a gondnokság különféle fajtái alá kerülnek, ami megnehezíti foglalkoztatásukat. 2010 előtt a cselekvőképességet kizáró gondnokság alatt álló személy ugyanis nem írhatott alá munkaszerződést, mert azt a gondnoknak kellene megtennie. Emellett még nincsenek tisztázva a foglalkoztatás lehetséges körülményei sem. Az új PTK-t megelőző változtatások szerint munkaszerződés cselekvőképtelenül is aláírható volt, így ők is vállalhattak munkát. A többi hasonló kérdésben, mint házasság, vagyonnal, jövedelemmel rendelkezés, választójog azonban a helyzet továbbra is tisztázatlan maradt. Az egyesülési jog is korlátozott volt, így bizonyos munkákat nem végezhetnek el - ami viszont az értelmi fogyatékosokat kevéssé érinti, lévén ezek értelmiségi munkakörök. A cselekvőképességet korlátozó gondnokság alatt álló esetén nincs ilyen korlátozás, megkötheti a szerződést és elvégezheti a munkát a saját nevében. Újabb lehetőség a gondnokság nélküli támogatott döntéshozatal, ami megtartja a cselekvőképességet, de a személy kap egy tanácsadót, akit köteles meghallgatni.
Az új PTK rugalmasabbá tette a gondnokságot. Eltörölte a cselekvőképesség teljes kizárását, viszont a bíróság sokkal szabadabban korlátozhatja az alperest, így például újra elveheti a munkaszerződés aláírásához, ezzel a munkavállaláshoz való jogot.

## Érdekképviselet
Az értelmi fogyatékosok érdekeit Magyarországon több szervezet is képviseli, mint például az Értelmi Fogyatékossággal Élők és Segítőik Országos Érdekvédelmi Szövetsége, valamint a Kézenfogva Alapítvány.

## Fejlesztés
Az értelmi fogyatékos gyerekek számára elérhető a korai fejlesztés. Iskolás kortól értelmi fogyatékosságuk súlyosságától függően különböző típusú oktatásban részesülnek, még a speciális iskolákban is más tantervet követnek az enyhe és a középsúlyos értelmi fogyatékosként besorolt diákokkal - noha a külföldi tapasztalatok azt mutatják, hogy az inkluzív oktatás az értelmi fogyatékosság szintjétől függetlenül egyedülálló lehetőséget kínál a fejlődésre, miközben az ép társakra is jó hatással van az elfogadás, a társas készségek terén.
Magyarországon egyelőre nincs hagyománya az egyénre szabott tanterveknek, a frontális, minden gyerektől ugyanazt követelő oktatás pedig ugyanúgy perifériára sodorja a lemaradókat, mint a kiemelkedő diákokat. Az intézményrendszer hiányosságai visszaköszönnek a tanulási képességet vizsgáló bizottságok, a pedagógusok és a gyakran még a szülők inkluzív oktatással szembeni ellenérzéseiben is. Üdítő kivételt jelent a budapesti Gyermekek Háza, ahol az ép gyerekek között minden osztályban tanul egy értelmi fogyatékos is. Az értelmi fogyatékosok médiában, blogokban, rendezvényeken és a hétköznapi életben való "láthatóvá válásával" párhuzamosan növekszenek a velük kapcsolatos elvárások és javulnak a társadalomba illeszkedésre való esélyeik is.